# Munkedals Jernväg
Ej att förväxla med originalbolaget Munkedals Järnväg
Munkedals Jernväg är en 3,3 kilometer lång smalspårig museijärnväg mellan Munkedals station och Munkedals hamn (vid Gullmarn). Spårvidden är 600 mm.
Banan invigdes mellan Munkedals bruk och Munkedals hamn år 1895. Det fanns både passagerar- och godstrafik. År 1903 invigdes Bohusbanan, som korsade Munkedalsbanan. Man började med omlastningar mellan järnvägarna istället för att använda hamnen. Åren 1952–1955 byggdes sträckan mellan Munkedals bruk och stationen om till normalspår för att slippa omlastningar. 
År 1983 bildades föreningen Munkedals Jernvägsklubb för att driva veterantågtrafik på den kvarvarande delen av den ursprungliga smalspårsbanan.